# 세체니 온천

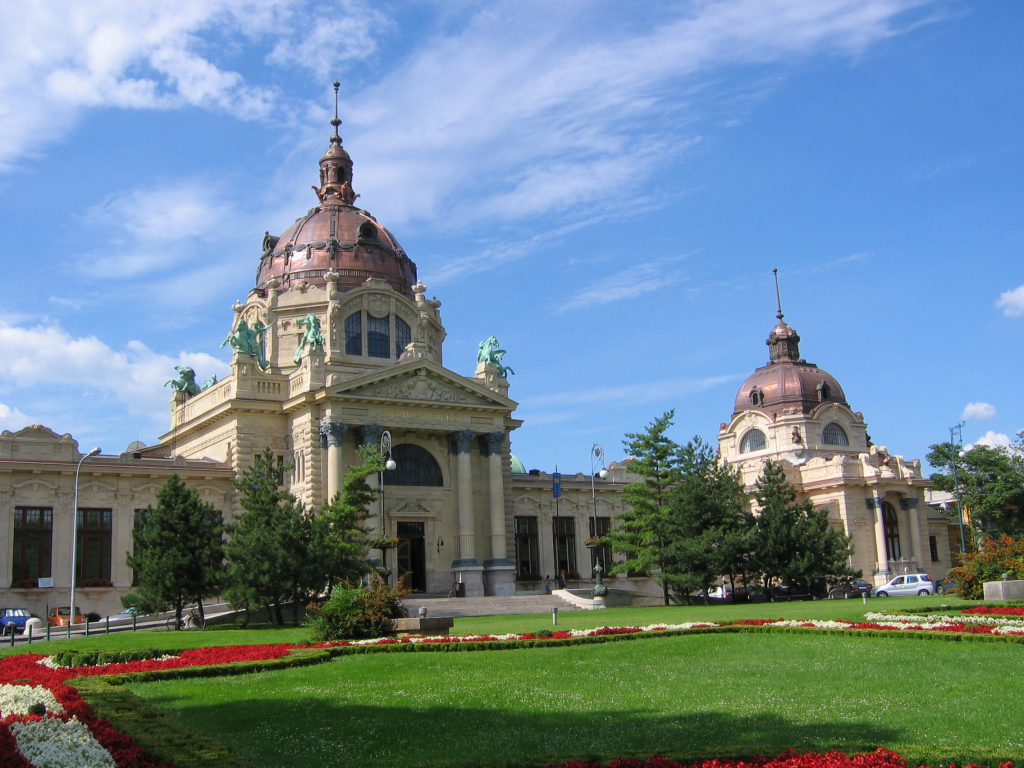
세체니 온천의 외관 모습

세체니 온천(헝가리어: Széchenyi gyógyfürdő)은 헝가리 부다페스트 14구 (주글로)에 위치한 온천이다. 이름은 세체니 이슈트반을 따서 명명되었다.

## 역사
1913년에 바로크 리바이벌 건축으로 건립되었다. 건축 당시에는 민영이며, 1927년에 확장되었다. 이 무렵에는 1개의 샘에서의 공급 수량이 부족하기 시작했다. 1938년 제2회 연장에 의해 제2의 샘이 발견되었다. 현재 대형 목욕탕이 2개의 샘에서 물이 섞여 있다.

## 성분
온천의 성분으로는 황산염, 칼슘, 마그네슘, 중탄산염, 불소 등이 포함된다. 효능으로는 척추 등에 효과를 나타낸다. 현재에도 온천수는 74°C와 77°C의 2개의 샘에서 공급되고 있다.

## 갤러리

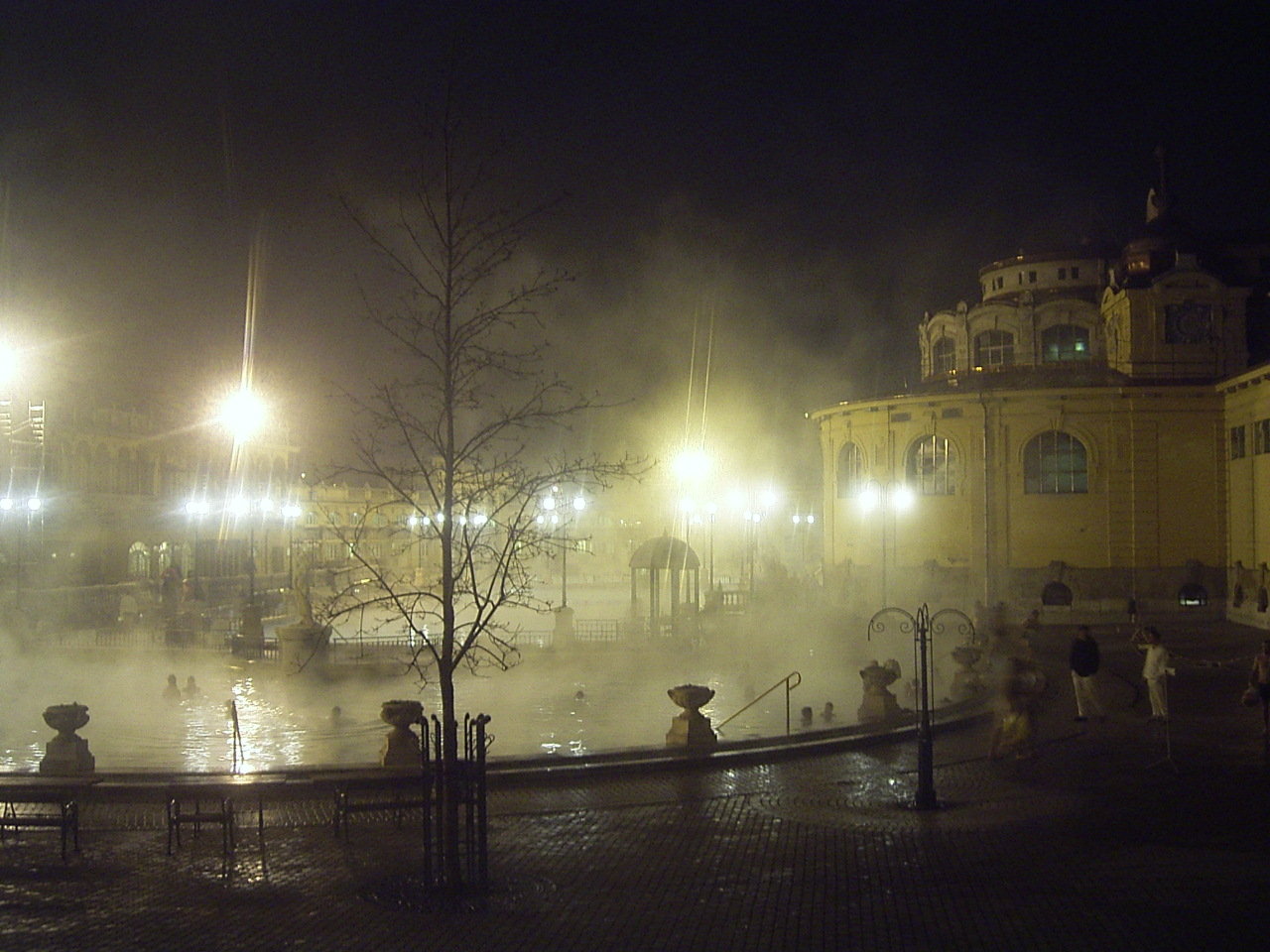
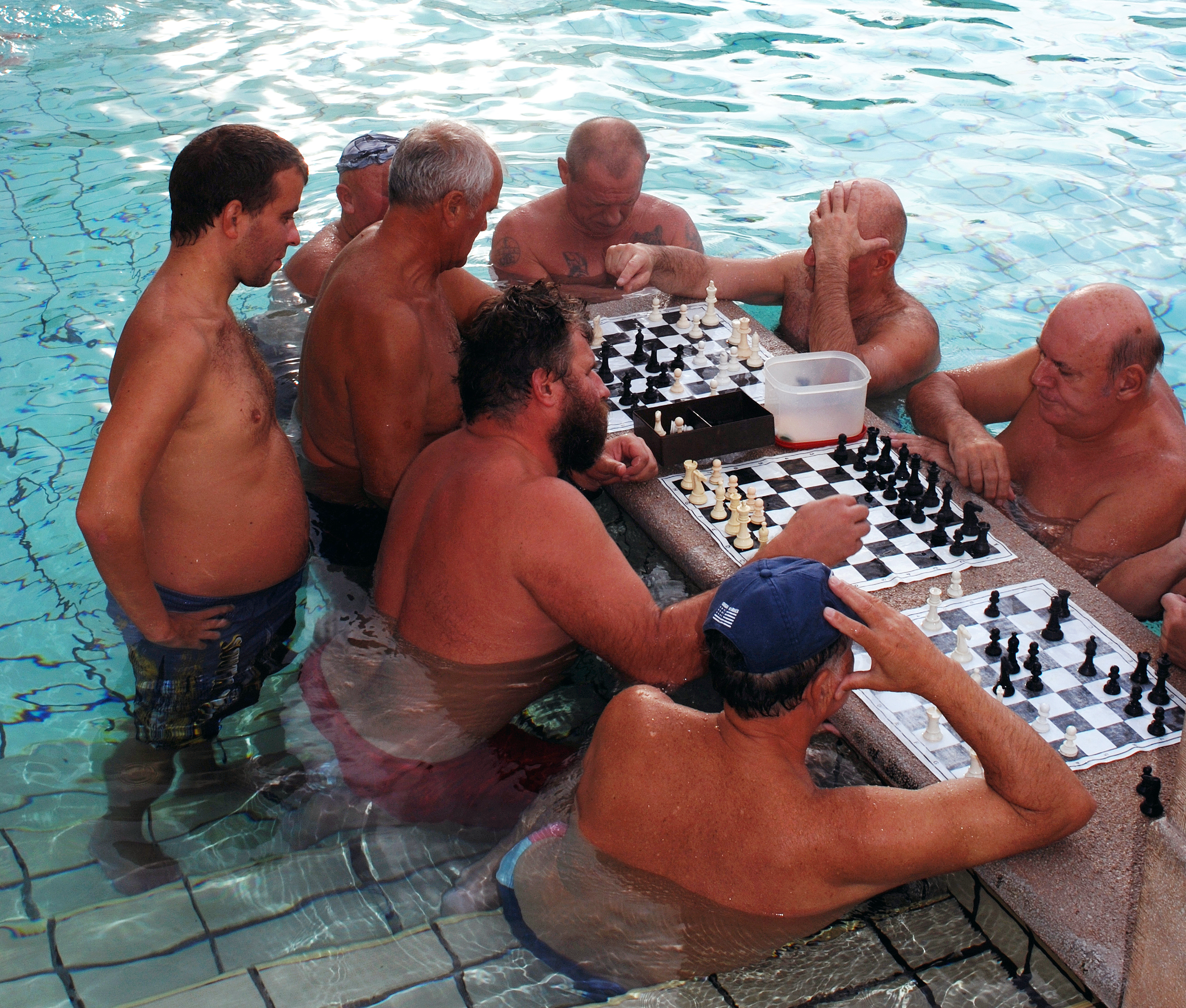
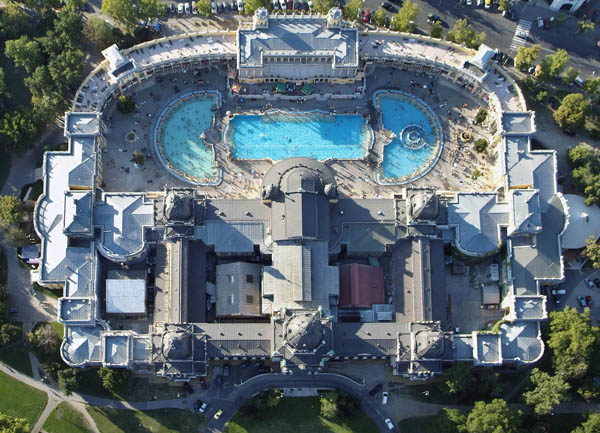
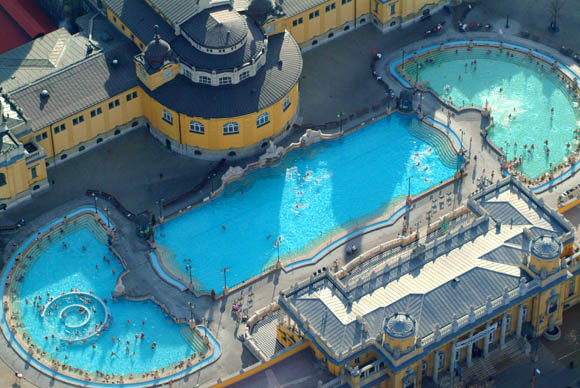
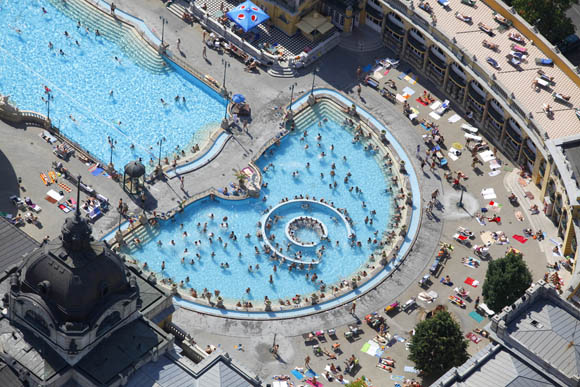
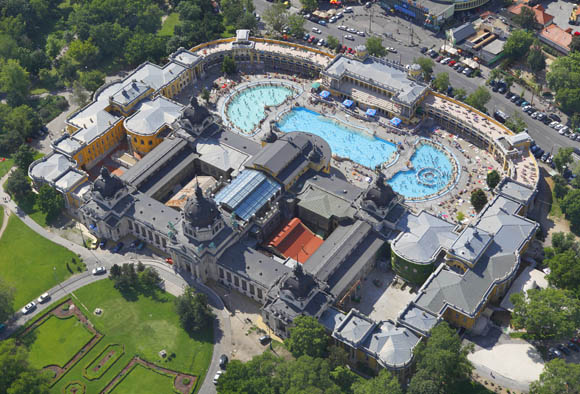
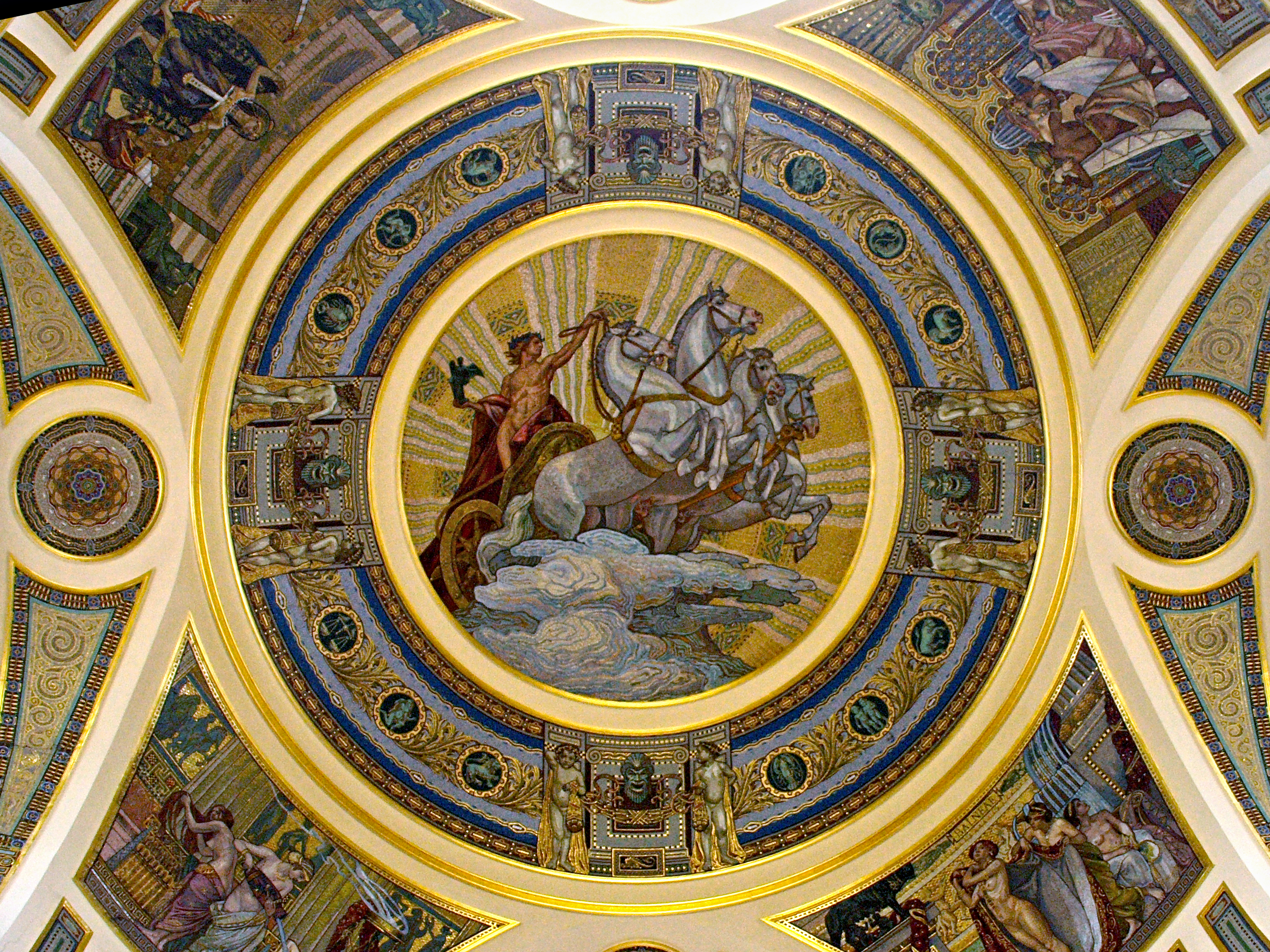
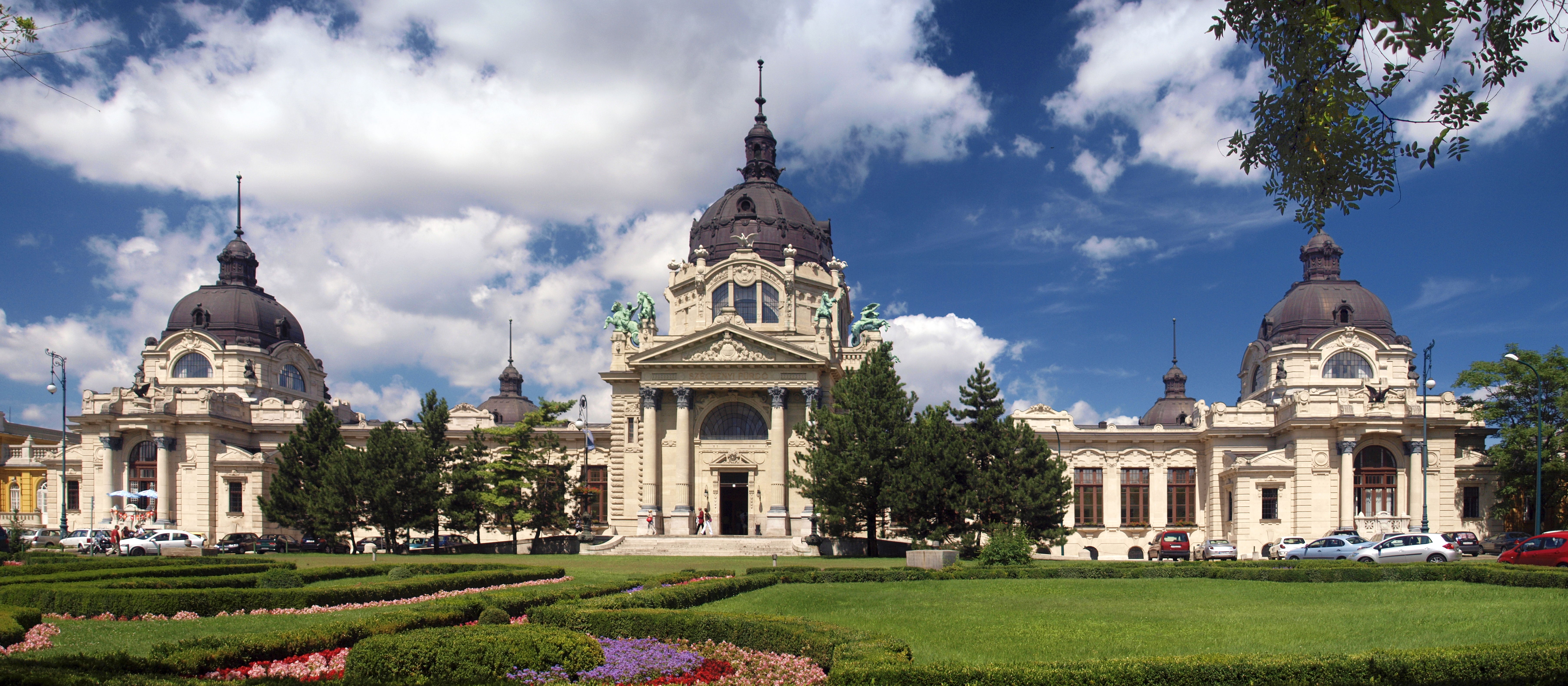